# Thermopyles
Pour les articles homonymes, voir Thermopyles (homonymie).
Ne doit pas être confondu avec Ternopil.
Pour l’article ayant un titre homophone, voir Thermopile.
 (août 2020).
Si vous disposez d'ouvrages ou d'articles de référence ou si vous connaissez des sites web de qualité traitant du thème abordé ici, merci de compléter l'article en donnant les références utiles à sa vérifiabilité et en les liant à la section « Notes et références ».

Localisation du défilé des Thermopyles en Grèce et mouvements des armées et des flottes

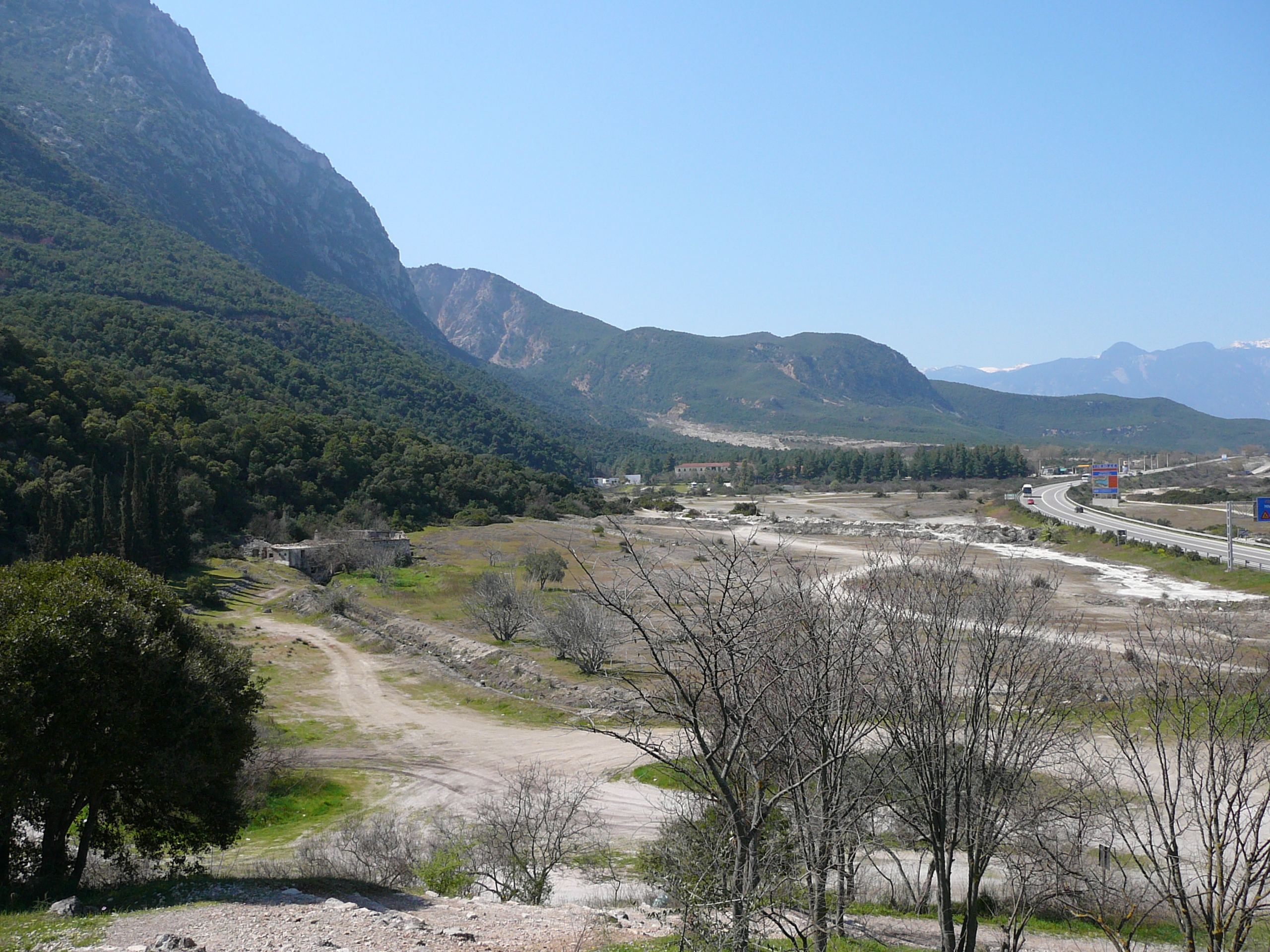
Vue générale des Thermopyles : le rivage actuel se trouve hors cadre de la photo, à droite, tandis que dans l'Antiquité, il était approximativement au niveau du chemin de terre visible à travers le haut des branchages (à droite).

Les Thermopyles sont un rivage et un ancien passage de Grèce délimité par le golfe Maliaque au nord et le Kallídromo, un massif montagneux du Pinde, au sud. Dans l'Antiquité, le rivage se trouvait contre la falaise mais il a reculé, laissant la place à une plaine côtière étroite mais suffisamment large pour permettre le passage d'une route, d'une autoroute et d'un chemin de fer. Ce passage constituait un point stratégique dans la Grèce antique et de nombreuses batailles y ont été livrées dont la première en 480 av. J.-C., qui a opposé les Grecs aux Perses, et la dernière en 1941, qui a vu s'affronter les Allemands contre les Grecs et les Britanniques.
La bataille de 480 av. J.-C. a inspiré le poème homonyme de Constantin Cavafy qui a érigé "Thermopyles" à un symbole universel ,

## Toponymie
Les Thermopyles sont appelées en grec ancien Θερμοπύλαι / Thermopylai, et en grec moderne Θερμοπύλες, soit littéralement « les portes chaudes ». Elles doivent leur nom aux nombreuses sources chaudes qui jaillissent au pied de la falaise. La légende veut qu'Héraclès se soit baigné dans la rivière afin de se laver du poison de l'Hydre de Lerne qui recouvrait sa peau, transformant ainsi le cours d'eau en source chaude.

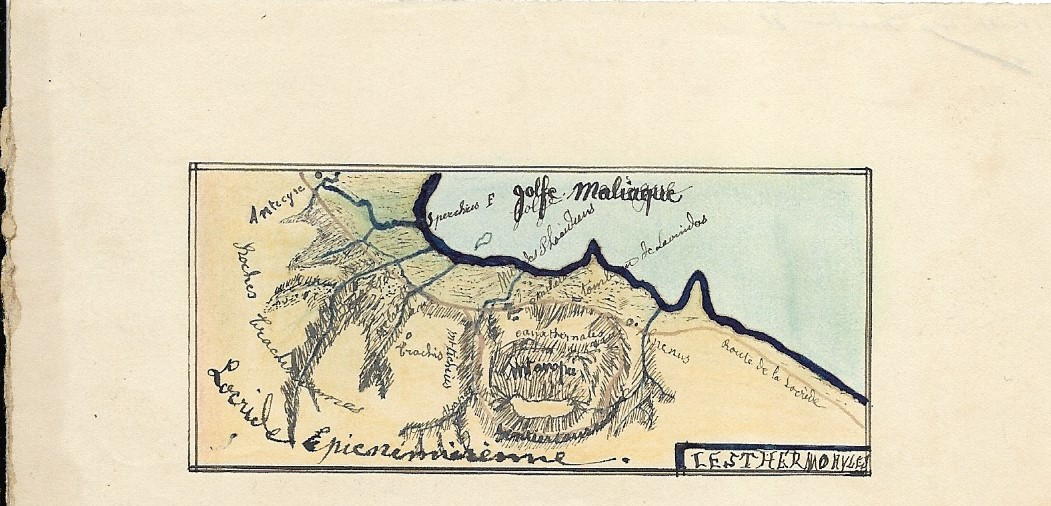
Les Thermopyles

## Géographie

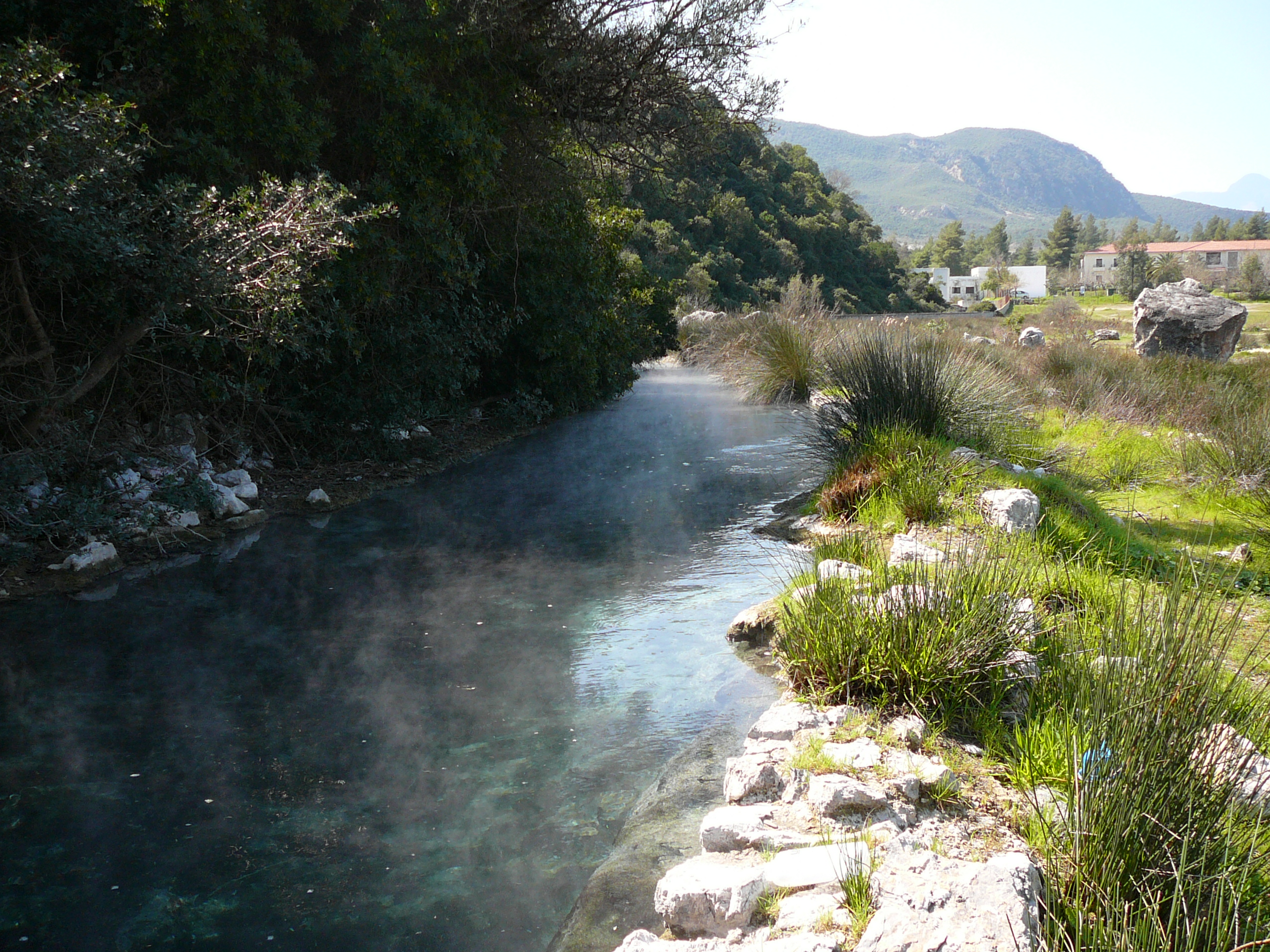
Vue de la rivière formée par les eaux issues de la source chaude, qui dégage une odeur sulfureuse, avec en arrière-plan, les bâtiments des thermes modernes. Le cours de la rivière a été aménagé : dans l'Antiquité, les sources créaient un marais.

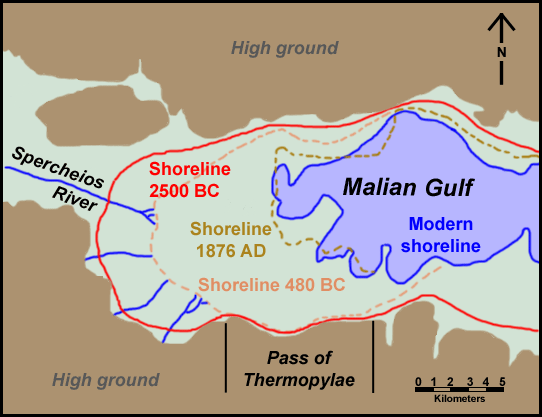
Carte des environs des Thermopyles avec le tracé du rivage du golfe Maliaque à différentes époques.

Les Thermopyles se situent dans le centre de la Grèce, dans le district régional de Phthiotide de la périphérie de Grèce-Centrale.
Ils sont bordés au nord par le golfe Maliaque, dans la mer Égée, et au sud par le Kallídromo, un massif du Pinde. La ville de Lamia se trouve au nord-ouest, la ville de Molos à l'est et l'embouchure du Sperchios, qui se jette dans le golfe Maliaque, au nord.
Le passage se trouve depuis l'époque moderne dans une friche au pied de la montagne boisée, tandis qu'à la place de la mer passent une autoroute, une route et un chemin de fer qui relient le nord et le sud de la Grèce continentale.

## Histoire
L'amphictyonie de Delphes y tenait ses assemblées.
En raison de sa situation stratégique, le site a été le théâtre de six batailles, dont cinq débouchèrent sur la victoire des armées voulant forcer le passage : 
- la plus célèbre est la bataille des Thermopyles[3] de 480 av. J.-C., au cours des guerres médiques, qui oppose 1 000 soldats grecs (300 hoplites de Sparte ainsi que 700 hoplites de Thèbes et de Thespies) menés par Léonidas Ier aux Perses de Xerxès Ier qui sont plus de 200 000 et finissent par passer ;
- la bataille de 352 av. J.-C. oppose des contingents athénien, spartiate et achéen  à Philippe II (roi de Macédoine), qui se replie finalement en Thessalie[4] ;
- la bataille de 279 av. J.-C. oppose les Grecs aux Celtes de la Grande Expédition, qui sont repoussés (mais n'en pilleront pas moins le sanctuaire de Delphes)[5] ;
- la bataille de 191 av. J.-C. oppose les Séleucides d’Antiochos III aux légions de la République romaine, victorieuses ;
- la bataille de 267 ap. J.-C. oppose les Grecs à une coalition barbare de Hérules, Peucins, Goths et Gépides (peuples germaniques) mais également de Carpes (peuple dacique), qui aurait compté plus de 300 000 guerriers (chiffre probablement exagéré par les chroniqueurs romains et grecs pour expliquer la victoire barbare) ;
- la bataille de 1941 oppose les Grecs aux Allemands, victorieux dans le cadre de la bataille de Grèce durant la Seconde Guerre mondiale.

Une statue en bronze de Léonidas a été érigée aux Thermopyles en 1955. Un signe, sous la statue, se lit simplement : Μολὼν λαβέ (« Viens (les) prendre »), ce qui fut la réponse laconique de Léonidas lorsque Xerxès proposa d'épargner la vie des Spartiates s'ils abandonnaient leurs armes. Une autre statue, également avec l'inscription Μολὼν λαβέ, a été érigée à Sparte en 1968.